# Apostolepis thalesdelemai
Apostolepis thalesdelemai — вид змій родини полозових (Colubridae). Ендемік Бразилії. Описаний у 2016 році. Вид названий на честь бразильського герпетолога Талеса де Леми.

## Поширення і екологія
Apostolepis thalesdelemai мешкають в штаті Сеара на північному сході Бразилії. Вони живуть у вологих рівнинних тропічних лісах.